# Gerda Havertong
Gerda Havertong (Paramaribo, 23 de octubre de 1946) es una actriz y cantante de Surinam. Es conocida por su participación en la serie televisiva Plaza Sésamo.

## Biografía
Al finalizar el colegio secundario Gerda cursó estudios como maestra de jardín de infantes, posteriormente viajó a los Países Bajos para trabajar como maestra de kindergarten en Ámsterdam. Además cantó en bandas y actuó junto a varios grupos de teatro amateur. En 1975, Gerda regresó a Surinam, pero hacia 1980 vuelve a los Países Bajos. A partir de ese momento cambia su carrera y se convierte en una artista profesional. En septiembre de 1995 sufre un importante accidente en automóvil, que la obliga a un prolongado período de rehabilitación. Durante este período escribe junto con Anna Bridie el libro "Front".
Entre varias otras actividades Gerda realiza pequeñas obras de teatro, escribe poesía e historias para niños, además de recitar poemas a partir de literatura proveniente del tercer mundo combinada con música. Gerda le presta su voz al personaje de Mama Odie en la película de Disney "La princesa y el sapo", estrenada en el 2009. El 27 de octubre de 2009 ganó la final del "Great Bible Quiz".
Desde 1985 actúa en Plaza Sésamo donde sus roles han evolucionado en forma gradual de personajes jóvenes al de mujeres mayores tipo "tía".

## Publicaciones
- Gerda Havertong y Anna Bridié, Frontaal (1997) ISBN 90-254-2462-7.
- Gerda Havertong schreef ook een voorwoord bij het boek Fosten tori / Verhalen van ouderen (2008).